# Melchior de Marion Brésillac
Melchior de Marion-Brésilac (2 grudnia 1813 w Castelnaudary – 25 czerwca 1859 we Freetown, obecnie Sierra Leone), francuski duchowny katolicki, biskup, misjonarz, Czcigodny Sługa Boży Kościoła katolickiego.
Urodzony w szlacheckiej rodzinie, która całą fortunę straciła w czasie Rewolucji Francuskiej. W wieku 19 lat wstąpił do seminarium duchownego. Po otrzymaniu święceń kapłańskich w 1838 rozpoczął pracę duszpasterską w Castelnaudary. Po dwóch latach (1840) wstąpił do Missions Etrangères de Paris (Stowarzyszenia Misji Zagranicznych) w Paryżu. W 1842 wysłano go na misje do Indii, gdzie został wyświęcony na biskupa i mianowany Wikariuszem Apostolskim Coimbatore w 1846. W 1854 dymisjonował i powrócił do Francji.
Założył Stowarzyszenie Misji Afrykańskich (Lyon 8 grudnia 1856) i był jego pierwszym przełożonym generalnym. W 1859 przybył do Freetown (Sierra Leone), by wspomóc tam pierwszą grupę misjonarzy SMA. Jednak w wyniku epidemii żółtej febry wszyscy misjonarze, poza jednym ewakuowanym bratem, zmarli w przeciągu miesiąca. Melchior de Marion-Brésillac umarł jako przedostatni 25 czerwca 1859. 26 maja 2020 roku papież Franciszek ogłosił dekret o heroiczności jego cnót i odtąd przysługuje mu tytuł Czcigodnego Sługi Bożego.